# Double-Degree
Die Begriffe Double-Degree bzw. Doppelabschluss bezeichnen allgemein den gleichzeitigen Erwerb von mindestens zwei akademischen Graden im Rahmen eines Studiums, ohne dass hierzu die jeweiligen Curricula doppelt zu absolvieren sind. Dies ist möglich, weil die beteiligten Studienprogramme entweder gemeinsame Lehrinhalte haben (z. B. ingenieurwissenschaftliche Grundlagen bei einem Doppelabschluss in Ingenieurwesen und Wirtschaftsingenieurwesen) oder weil Leistungen gegenseitig anrechenbar (z. B. in einem Wahlbereich) sind.
Im Kontext der Internationalisierung des Hochschulwesens versteht man unter Double-Degree im Speziellen den Doppelabschluss an zwei Hochschulen in unterschiedlichen Ländern. Im Rahmen des Programms Erasmus Mundus sollen solche länderübergreifenden Studienangebote besonders gefördert werden.

## Formen
Doppelabschlüsse existieren in zwei unterschiedlichen Formen.
Bei einem Joint Degree existiert ein gemeinsames Studienprogramm, das mit dem Erwerb beider akademischer Grade der beteiligten Hochschulen abschließt. Das Curriculum ist dabei so integriert, dass es zwingend erforderlich ist, an beiden Hochschulen zu studieren.
Bei einem Double Degree existieren hingegen zwei grundsätzlich unabhängige Studienprogramme, die auch jeweils separat abgeschlossen werden können. Die Angebote sind jedoch soweit parallelisiert, dass durch eine geeignete Kurswahl und gegenseitige Anrechnung ein Doppelabschluss möglich ist, der gegenüber dem Einzelabschluss nur verhältnismäßig wenig Mehraufwand erfordert.

## Ablauf
Studierende sind in der Regel an einer Hochschule in einem Studiengang eingeschrieben und absolvieren während dieses Studiums ein weiteres Studium in dem gleichen oder einem ähnlichen Fach an derselben oder einer weiteren Hochschule.
Bei internationalen Doppelabschlüssen findet dies häufig im Rahmen eines Auslandssemesters an der betreffenden Partnerhochschule statt. So ist z. B. an der Hochschule Fulda im dreisemestrigen Studiengang International Management ein zweisemestriges Auslandsstudium an der West Virginia University inbegriffen. Der Double-Degree besteht hier aus dem Master of Arts der deutschen Hochschule und aus dem Master of Business Administration der Partnerhochschule im Ausland.
Alternativ können die Studierenden bei entsprechender räumlicher Nähe auch tageweise zwischen den Hochschulen pendeln.  Ein Beispiel hierfür ist der Studiengang International Management mit dänischem Schwerpunkt, der von der Europa-Universität Flensburg in Kooperation mit der Syddansk Universitet in Sønderborg angeboten wird. Das Studium findet tageweise abwechselnd in Flensburg und in Sønderborg statt und schließt gleichzeitig mit dem deutschen Bachelor of Arts in International Management und dem dänischen Bachelor of Science in International Business Administration and Foreign Languages ab.